# آئین اکبری

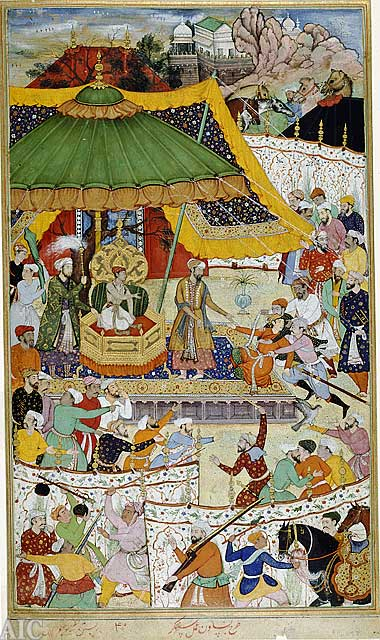
دربار اکبر ، تصویری از نسخه خطی اكبرنما

آئین اکبری، یک سند مفصل مربوط قرن شانزدهم است که عملکرد امپراتوری مغول را در زمان امپراتور اکبر کبیر، که توسط مورخ دربار وی، ابوالفضل علامی به زبان فارسی نوشته شده است، ثبت می‌کند. این کتاب جلد سوم و قسمت پایانی سند بسیار بزرگتری به نام اکبرنامه است که آن هم توسط ابوالفضل علامی نوشته شده‌است و خود در سه جلد است. این سند اکنون در کاخ هازاردوری هند است.

## محتوا
آئین اکبری جلد سوم اکبرنامه است که حاوی اطلاعاتی در مورد سلطنت اکبر کبیر در قالب گزارش‌های اداری مشابه یک جاینامه است و در واقع گزارش آماری دولت وی در حدود سال ۱۵۹۰ است.